# ビーンズ豆田
ビーンズ豆田（ビーンズまめだ）は、日本の作詞家。本名・小山正志。
秋田県出身。学生時代や大学卒業後にビクター音楽カレッジに通い、伊藤アキラから作詞を、伊藤薫から作曲を学ぶ。1988年（昭和63年）にピンクジャガー『夏の抜けがら』で作詞家デビューし、ポップスからTV・コマーシャルソング、保育園・幼稚園の園歌などの作詞を行っている。

## 主な楽曲
- 杉並児童合唱団「地球はみんなの大合唱」（作詞）
- 山崎清介「かいぶん21めんそう」（作詞）